# Witold Modzelewski
Witold Stanisław Modzelewski (ur. 13 lutego 1956 w Warszawie) – polski prawnik, profesor nauk prawnych, profesor Uniwersytetu Warszawskiego, doradca podatkowy, radca prawny, prezes Instytutu Studiów Podatkowych, ekonomista, plastyk, publicysta historyczny oraz wiceminister finansów w latach 1992–1996.

## Życiorys
Pochodzi z rodziny artystów plastyków. W 1975 ukończył liceum plastyczne. Studiował równolegle ekonomię i prawo na Uniwersytecie Warszawskim. W 1982 uzyskał doktorat, w 1991 – stopień doktora habilitowanego. Został następnie profesorem nadzwyczajnym Uniwersytetu Warszawskiego. Wykłada problematykę podatkową na UW oraz innych uczelniach, m.in. w Szkole Głównej Handlowej. Kierownik Katedry Prawa Finansowego, kierownik Podyplomowego Studium Podatków i Prawa Podatkowego oraz kierunku Prawo Finansowe i Skarbowość UW.
Autor około tysiąca publikacji na tematy podatkowe, m.in. redaktor serii komentarzy do ustaw dotyczących podatku od towarów i usług, podatków dochodowych od osób prawnych i fizycznych podatku akcyzowego oraz podatku od nieruchomości, rolnego i leśnego. Autor lub współautor monografii podatkowych. Zajmuje się również publicystyką ekonomiczną i historyczną, dotyczącą zwłaszcza Rosji i stosunków polsko-rosyjskich. Autor serii wydawniczej „Polska – Rosja”. Od 1996 redaktor naczelny miesięcznika naukowego „Doradztwo Podatkowe. Biuletyn Instytutu Studiów Podatkowych”.  
W latach 1992–1996 był wiceministrem finansów odpowiedzialnym za przebudowę systemu polskiego prawa podatkowego. Za jego kadencji m.in. wprowadzono podatek od towarów i usług oraz podatek akcyzowy, banderolowanie wyrobów akcyzowych, ulgi inwestycyjne w podatkach dochodowych, przepisy o identyfikacji podatników (NIP); opracowano m.in. projekty: Ordynacji podatkowej i ustawy o doradztwie podatkowym oraz koncepcję powszechnego opodatkowania nieruchomości.
W 1997 jako pierwsza osoba w Polsce został wpisany na listę doradców podatkowych. Jest jednym ze współtwórców systemu podatkowego obowiązującego w Polsce, zwłaszcza w zakresie podatku od towarów i usług, akcyzy oraz Ordynacji podatkowej. Był członkiem Komitetu Prognoz „Polska 2000 Plus” przy Prezydium Polskiej Akademii Nauk.
W 2015 prezydent RP Bronisław Komorowski nadał mu tytuł profesora nauk prawnych.
W 2010 został powołany przez prezydenta RP Lecha Kaczyńskiego w skład Narodowej Rady Rozwoju, do tego gremium został powołany także przez prezydenta Andrzeja Dudę w 2015. W międzyczasie współpracował jako ekspert z Prawem i Sprawiedliwością i Ruchem Palikota. W 2014 był członkiem rady programowej PiS. W wyborach prezydenckich w 2025 został członkiem komitetu poparcia Artura Bartoszewicza.
Został uhonorowany Medalem Senatu RP. Przewodniczący kapituły Medalu Virtus est Perfecta Ratio im. księcia Franciszka Ksawerego Druckiego Lubeckiego.

## Publikacje

### Monografie podatkowe
- Prawo podatkowe dla dorosłych,2023; ISBN: 978-83-67172-38-7
- Stanowienie, interpretacja i stosowanie prawa podatkowego – problemy sporne ,2022, ISBN:978-83-63591-63-2
- Podatek dochodowy od osób fizycznych – 52 najważniejsze pojęcia, 2024, ISBN: 978-83-67172-46-2, red. nauk., współaut.
- Podatek od towarów i usług – 59 najważniejszych pojęć, 2024, ISBN: 978-83-67172-49-3, red. nauk., współaut.
- Prawne zasady prowadzenia ewidencji podatkowej, 2024, ISBN: 978-83-67172-50-9, red. nauk.
- Podatek akcyzowy – 72 najważniejsze pojęcia, 2024, ISBN: 978-83-67172-41-7, red. nauk.
- Podatek dochodowy od osób prawnych – 94 najważniejsze pojęcia, 2024, ISBN: 978-83-67172-44-8,red. nauk.

### Komentarze
- Komentarz do ustawy o podatku od towarów i usług, Moduł  Prawo podatkowe, System Informacji Prawnej Wydawnictwa C.H.Beck; red. nauk.
- Komentarz do ustawy o podatku dochodowym od osób fizycznych, Moduł Prawo podatkowe, System Informacji Prawnej Wydawnictwa C.H.Beck; red. nauk.
- Komentarz do ustawy o podatku dochodowym od osób prawnych, Moduł Prawo podatkowe, System Informacji Prawnej Wydawnictwa C.H.Beck; red. nauk.
- Komentarz do podatków: rolnego, leśnego i od nieruchomości, Moduł  Prawo podatkowe, System Informacji Prawnej Wydawnictwa C.H.Beck; red. nauk.
- Komentarze do Dyrektyw UE dotyczące podatków bezpośrednich, Moduł  Prawo podatkowe, System Informacji Prawnej Wydawnictwa C.H.Beck; red. nauk.
- Komentarz do Dyrektywy 2006/112/WE, Moduł  Prawo podatkowe, System Informacji Prawnej Wydawnictwa C.H.Beck; red. nauk.

### Publikacje historyczne
- Polska – Rosja. Szkice polsko-rosyjskie. Tom I lata 2010 2014; 2014, ISBN 978-83-63591-72-4.
- Polska – Rosja. Co dalej? Tom II lata 2014–2015; 2015, ISBN 978-83-635-9111-3.
- Polska – Rosja. Wojny nie będzie. Tom III lata 2015 -2016; 2016, ISBN 978-83-635-9125-0.
- Polska – Rosja. Refleksje na stulecie bolszewickiej rewolucji. Tom IV lata 2016 -2017; 2017, ISBN 978-83-635-9133-5.
- Polska – Rosja. Myśli o bolszewizmie w 100-lecie niepodległości. Tom V lata 2017–2018; 2018. ISBN 978-83-6359-138-0
- Polska – Rosja. Rok 1919 – refleksje na minione stulecie. Tom VI, 2019, ISBN 978-83-63591-53-3
- Polska – Rosja. Cud nad Wisłą - zwycięstwo zapowiadające katastrofę. Tom VII”,2020
- Polska – Rosja. Reset na stulecie pokoju ryskiego? Tom VIII, 2021, ISBN: 978-83-6359-198-4
- Polska – Rosja. Katastrofa Polska i Rosja 100 lat po Rapallo. Tom IX, 2022, ISBN 978-83-67172-23-3.
- Polska – Rosja. Historia dla Dorosłych. 2023.Tom X, ISBN 978-67171-36-3